# Johannes Rydzek
Johannes Rydzek (* 9. Dezember 1991 in Oberstdorf) ist ein deutscher Nordischer Kombinierer. Er wurde 2018 Olympiasieger von der Großschanze. Bei Nordischen Skiweltmeisterschaften gewann er insgesamt sieben Weltmeistertitel, 2017 in Lahti holte er bei allen vier Wettbewerben Gold.

## Werdegang
Als Dreizehnjähriger wurde Rydzek im Oktober 2005 erstmals in einem FIS-Rennen eingesetzt, das er auf dem 52. Rang beendete. Im darauffolgenden Jahr konnte er den 32. Rang in diesem Rennen erreichen. Bei einem Junioren-Rennen im März 2007 wurde er Fünfter; noch im gleichen Jahr schaffte er einen 13. Rang in einem FIS-Rennen. 2007 wurde er zudem deutscher Jugendmeister im Einzelwettbewerb. Im Januar 2008 gelang Rydzek schließlich seine erste Podestplatzierung in einem FIS-Rennen, als er in Baiersbronn zunächst Vierter in der Gundersen-Methode und dann sogar Zweiter im Sprint wurde. Nun setzte ihn der deutsche Verband auch als C-Kader-Athlet im B-Weltcup ein, wo er gleich in seinem ersten Wettkampf 16. wurde. Dieses Ergebnis verbesserte er im März des Jahres noch, indem er sich auf Rang Sechs in Eisenerz platzierte. Zudem gewann er die Gesamtwertung des Deutschland-Pokals und beide Titel bei den Deutschen Jugendmeisterschaften.
Im Sommer 2008 nahm Rydzek erfolgreich am Sommer-Grand-Prix teil, wo er bei einer Station Sechster wurde. Zudem feierte er im Oktober einen Doppelsieg beim Alpencup in seinem Geburtsort. Da der Weltcupathlet Christian Beetz zu Saisonbeginn 2008/09 verletzt ausfiel, wurde Rydzek als Athlet aus dem C-Kader für ihn zum Saisonauftakt in Kuusamo nominiert und erreichte dort überraschend einen 15. Rang. Im Laufe der Saison konnte er sich im Weltcup etablieren und sich wiederholt in den Punkterängen platzieren. Sein bestes Saisonresultat erreichte er in Vikersund, wo er sich als Siebenter erstmals in den Top Ten platzieren konnte. Bei den Juniorenweltmeisterschaften 2009 im slowakischen Štrbské Pleso errang er die Bronzemedaille mit der Mannschaft sowie die Silbermedaille im regulären Einzelwettkampf.
Bei den Juniorenweltmeisterschaften 2010 in Hinterzarten siegte Rydzek mit der Mannschaft. In den Einzelwettbewerben über 5 bzw. 10 Kilometer kam er jeweils auf den vierten Rang. Im Team-Wettbewerb der Olympischen Winterspiele 2010 in Vancouver gewann er gemeinsam mit Björn Kircheisen, Eric Frenzel und Tino Edelmann am 23. Februar 2010 die Bronzemedaille. Im Einzelwettbewerb von der Normalschanze wurde er 28. Am Ende der Saison belegte er den 25. Platz in der Weltcupgesamtwertung.

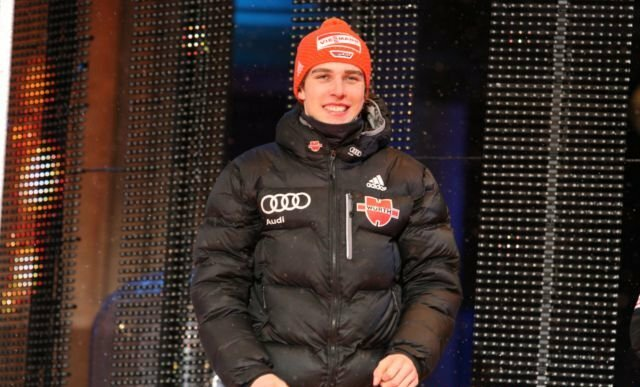
Johannes Rydzek bei der WM 2011

In der Saison 2010/11 konnte er sich mit mehreren Top-Ten-Resultaten endgültig in der Weltspitze etablieren. Beim Weltcup in Ramsau feierte er mit Platz drei seine erste Podiumsplatzierung. Bei den Juniorenweltmeisterschaften im estnischen Otepää gewann er den Weltmeistertitel über die Zehn-Kilometer-Distanz. Im Wettbewerb über fünf Kilometer gewann er die Silbermedaille.
Bei den Nordischen Skiweltmeisterschaften in Oslo 2011 gewann Rydzek Silber mit dem Team in beiden Mannschaftswettbewerben sowie in der Einzelentscheidung von der Großschanze. Hierbei setzte er sich im Endspurt gegen seinen Landsmann Eric Frenzel durch, musste sich aber dem französischen Olympiasieger Jason Lamy Chappuis knapp geschlagen geben. Am 12. März 2011 gewann er beim Saisonfinale in Lahti sein erstes Weltcuprennen, als er sich im Sprint erneut gegen Frenzel durchsetzte. Im Gesamt-Weltcup erreichte er mit Rang sechs seine bis dahin beste Platzierung.
Am 14. Oktober 2011 wurde Rydzek als Juniorsportler des Jahres 2011 ausgezeichnet.
In der Weltcup-Saison 2011/12 erreichte Rydzek je einen Podestplatz mit der Mannschaft und im Einzel. Im Winter 2012/13 siegte er erstmals in einem Weltcuprennen mit der Mannschaft sowie zusammen mit Eric Frenzel in einem Teamsprint.

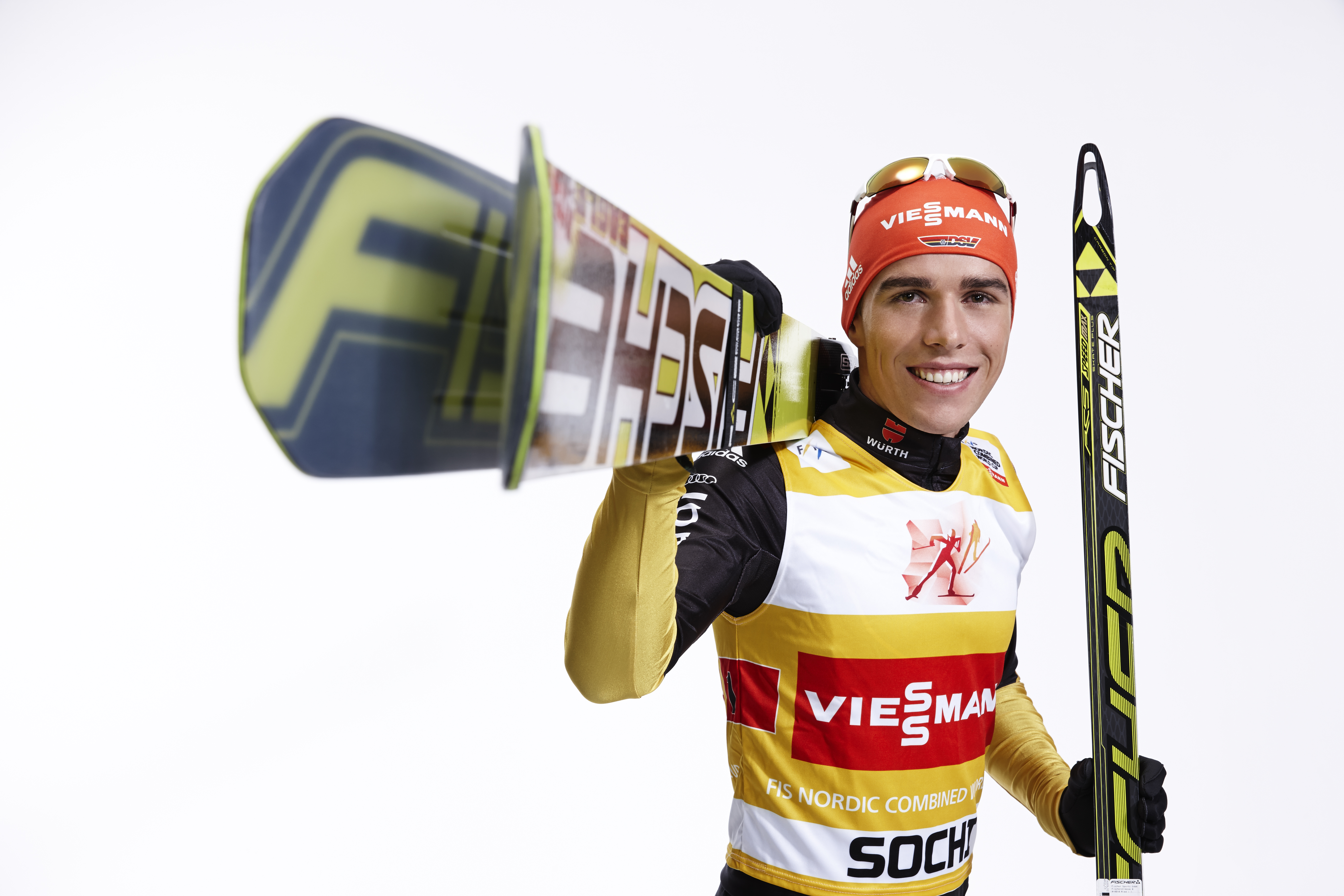
Johannes Rydzek (2013)

Im Oktober 2013 gewann er nach 2010 und 2011 zum dritten Mal den Deutschen Meistertitel. Im folgenden Winter konnte er sich in den Weltcuprennen meist unter den besten Fünf platzieren, drei Mal stand am Ende der zweite Rang zu Buche. Dazu kamen ein dritter Platz im Teamsprint und der Sieg mit der deutschen Mannschaft beim Teamwettbewerb am 25. Januar 2014 in Oberstdorf. Bei den Olympischen Spielen in Sotschi erreichte er im Wettkampf auf der Normalschanze den sechsten Rang. Nach dem Springen über die Großschanze kämpfte er im Langlauf mit vier Konkurrenten um den Sieg, kollidierte aber in der letzten Kurve mit Teamkollege Fabian Rießle und kam zum Sturz, sodass er nur auf dem achten Platz ins Ziel kam. Im Teamwettbewerb gewann er zusammen mit Eric Frenzel, Björn Kircheisen und Fabian Rießle die Silbermedaille. Für die olympischen Erfolge wurde er am 8. Mai 2014 von Bundespräsident Joachim Gauck erneut mit dem Silbernen Lorbeerblatt ausgezeichnet. Im ersten Wettkampf nach den Spielen gewann Rydzek am 28. Februar 2014 zum zweiten Mal einen Einzelwettbewerb im Weltcup, wie 2011 wieder in Lahti. Auch bei den beiden folgenden Weltcups in Norwegen siegte er. Am Saisonende belegte Johannes Rydzek in der Gesamtwertung den zweiten Platz hinter Eric Frenzel.
In der Weltcupsaison 2014/15 gewann Rydzek den Auftaktwettbewerb in Ruka, konnte anschließend aber nur noch zweimal mit der Staffel Podestplätze belegen. Bei den Weltmeisterschaften 2015 in Falun gewann er im Wettbewerb von der Normalschanze seinen ersten Weltmeistertitel, als er sich nach Platz fünf beim Springen im 10-km-Lauf gegen Alessandro Pittin durchsetzte. Auch mit dem Team errang er zusammen mit Tino Edelmann, Eric Frenzel und Fabian Rießle den Titel – den ersten einer deutschen Mannschaft nach 28 Jahren. Im Einzel von der Großschanze holte er Bronze hinter Bernhard Gruber und François Braud. Die vierte Medaille bei diesen Weltmeisterschaften gewann er im Teamsprint, wo er gemeinsam mit Eric Frenzel Silber holte.

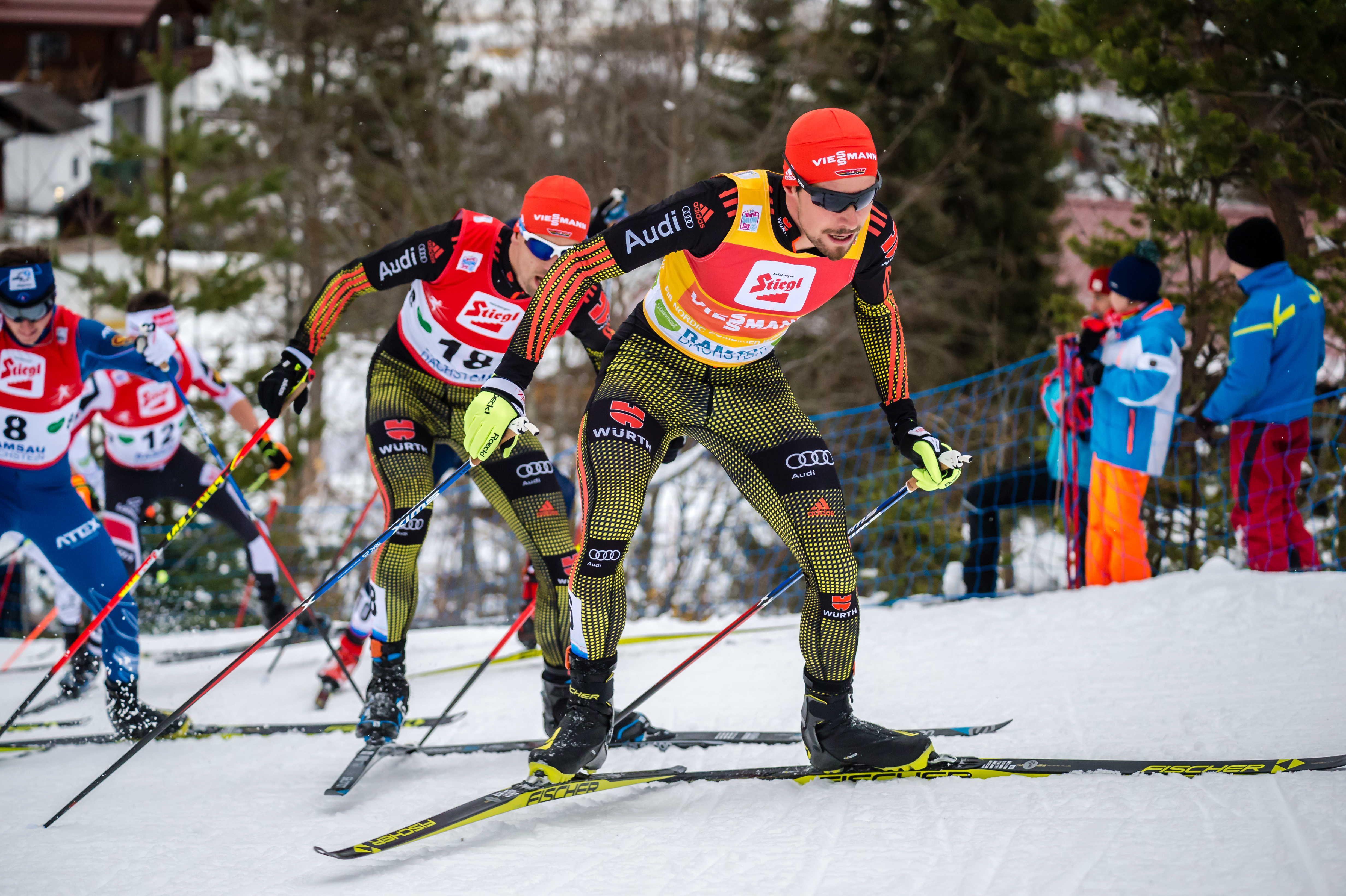
Rydzek in Ramsau 2016

Bei den Deutschen Meisterschaften 2016 in Oberhof gewann Rydzek nach 2010, 2011, 2013, 2014 und 2015 seinen sechsten nationalen Titel im Einzel. Im Teamsprint wurde er an der Seite von Jakob Lange, mit dem er in den Vorjahren bereits zwei Titel gewonnen hatte, Vizemeister.
Zu Beginn der Saison 2016/17 gewann Rydzek beide Wettkämpfe beim Auftaktbewerb in Ruka und übernahm damit auch die Führung im Weltcup. Mit der Teamstaffel, bestehend aus ihm, Frenzel, Kircheisen und Rießle, gelang ihm beim zweiten Wettkampf im norwegischen Lillehammer ein weiterer Sieg. In Ramsau in der Steiermark gewann er am ersten Wettkampftag und verteidigte mit einem sechsten Platz am zweiten Tag das gelbe Trikot des Weltcupgesamtführenden, das er jedoch beim folgenden Wettkampf in Lahti an Eric Frenzel abgeben musste. Beim Nordic Combined Triple in Seefeld wurde er Zweiter hinter Frenzel, nachdem er die ersten beiden Wettbewerbe gewonnen hatte und vorübergehend wieder die Führung im Weltcup innehatte. Diese holte er sich mit dem Sieg beim ersten Wettbewerb der Olympia-Generalprobe in Pyeongchang wieder zurück. Bei den Weltmeisterschaften in Lahti gelang Rydzek ein historischer Vierfach-Triumph: Er siegte in beiden Einzelwettbewerben, zusammen mit Eric Frenzel, Fabian Rießle und Björn Kircheisen im Mannschaftswettbewerb und gemeinsam mit Eric Frenzel im Teamsprint. Im Weltcup lieferte sich Rydzek ein Kopf-an-Kopf-Rennen mit Eric Frenzel, bei dem die Führung in der Gesamtwertung mehrfach wechselte, und das Frenzel erst im letzten Rennen in Schonach für sich entschied. Im Dezember wurde der 26-Jährige zum Sportler des Jahres 2017 gewählt. Nach einer bis dahin durchwachsenen Weltcupsaison mit einem Sieg wurde er am 20. Februar 2018 in Pyeongchang Olympiasieger im Wettbewerb von der Großschanze und zwei Tage später mit der Mannschaft.
Bei den Nordischen Skiweltmeisterschaften 2019 in Seefeld konnte er zwar seine Weltmeistertitel nicht verteidigen, stellte allerdings mit zwei Platzierungen unter den Besten Zehn im Einzel sowie mit Gewinn der Silbermedaille beim Teamwettbewerb erneut seine Klasse unter Beweis. Die holprige Weltcup-Saison 2018/19 schloss er mit einem Saisonsieg als bester Deutscher auf dem vierten Rang der Gesamtwertung ab.
Bei den Olympischen Winterspielen 2022 führte Rydzek im ersten Einzelrennen (Normalschanze/10 km) bis zum letzten Anstieg, ehe er mehrere hundert Meter vor dem Ziel von seinem Teamkollegen Vinzenz Geiger und drei weiteren Konkurrenten überspurtet wurde und nur den fünften Platz belegte.
Seit 2015 ist er Mitglied des Zoll-Ski-Teams. Seine Schwester Coletta Rydzek ist als Skilangläuferin aktiv.
Neben seiner sportlichen Karriere studiert Rydzek seit Ende 2012 an der Hochschule für angewandte Wissenschaften Kempten Wirtschaftsingenieurwesen – Maschinenbau. Die Hochschule Kempten ist Projektteilnehmerin der Initiative „Partnerhochschule des Spitzensports“.

## Erfolge

### Weltcupsiege im Einzel
| Nr. | Datum             | Ort           | Disziplin                 |
| --- | ----------------- | ------------- | ------------------------- |
| 01. | 12. März 2011     | Lahti         | Gundersen Großschanze     |
| 02. | 28. Februar 2014  | Lahti         | Gundersen Großschanze     |
| 03. | 6. März 2014      | Trondheim     | Gundersen Großschanze     |
| 04. | 8. März 2014      | Oslo          | Gundersen Großschanze     |
| 05. | 29. November 2014 | Ruka          | Gundersen Großschanze     |
| 06. | 23. Februar 2016  | Kuopio        | Gundersen Großschanze     |
| 07. | 26. November 2016 | Ruka          | Gundersen Großschanze     |
| 08. | 27. November 2016 | Ruka          | Gundersen Großschanze     |
| 09. | 17. Dezember 2016 | Ramsau        | Gundersen Normalschanze   |
| 10. | 21. Januar 2017   | Chaux-Neuve   | Gundersen Großschanze     |
| 11. | 27. Januar 2017   | Seefeld       | Gundersen Normalschanze 1 |
| 12. | 28. Januar 2017   | Seefeld       | Gundersen Normalschanze 1 |
| 13. | 4. Februar 2017   | Pyeongchang   | Gundersen Großschanze     |
| 14. | 5. Februar 2017   | Pyeongchang   | Gundersen Großschanze     |
| 15. | 26. November 2017 | Ruka          | Gundersen Großschanze     |
| 16. | 4. März 2018      | Lahti         | Gundersen Großschanze     |
| 17. | 11. Januar 2019   | Val di Fiemme | Gundersen Großschanze     |
| 18. | 30. November 2024 | Ruka          | Gundersen Großschanze     |

### Weltcupsiege im Team
| Nr. | Datum             | Ort         | Disziplin    |
| --- | ----------------- | ----------- | ------------ |
| 01. | 3. Februar 2013   | Sotschi     | Staffel 1    |
| 02. | 9. März 2013      | Lahti       | Teamsprint 2 |
| 03. | 25. Januar 2014   | Oberstdorf  | Staffel 3    |
| 04. | 3. Januar 2015    | Schonach    | Staffel 4    |
| 05. | 7. März 2015      | Lahti       | Teamsprint 5 |
| 06. | 20. Februar 2016  | Lahti       | Teamsprint 5 |
| 07. | 2. Dezember 2016  | Lillehammer | Staffel 6    |
| 08. | 25. November 2018 | Kuusamo     | Staffel 7    |

### Grand-Prix-Siege im Einzel

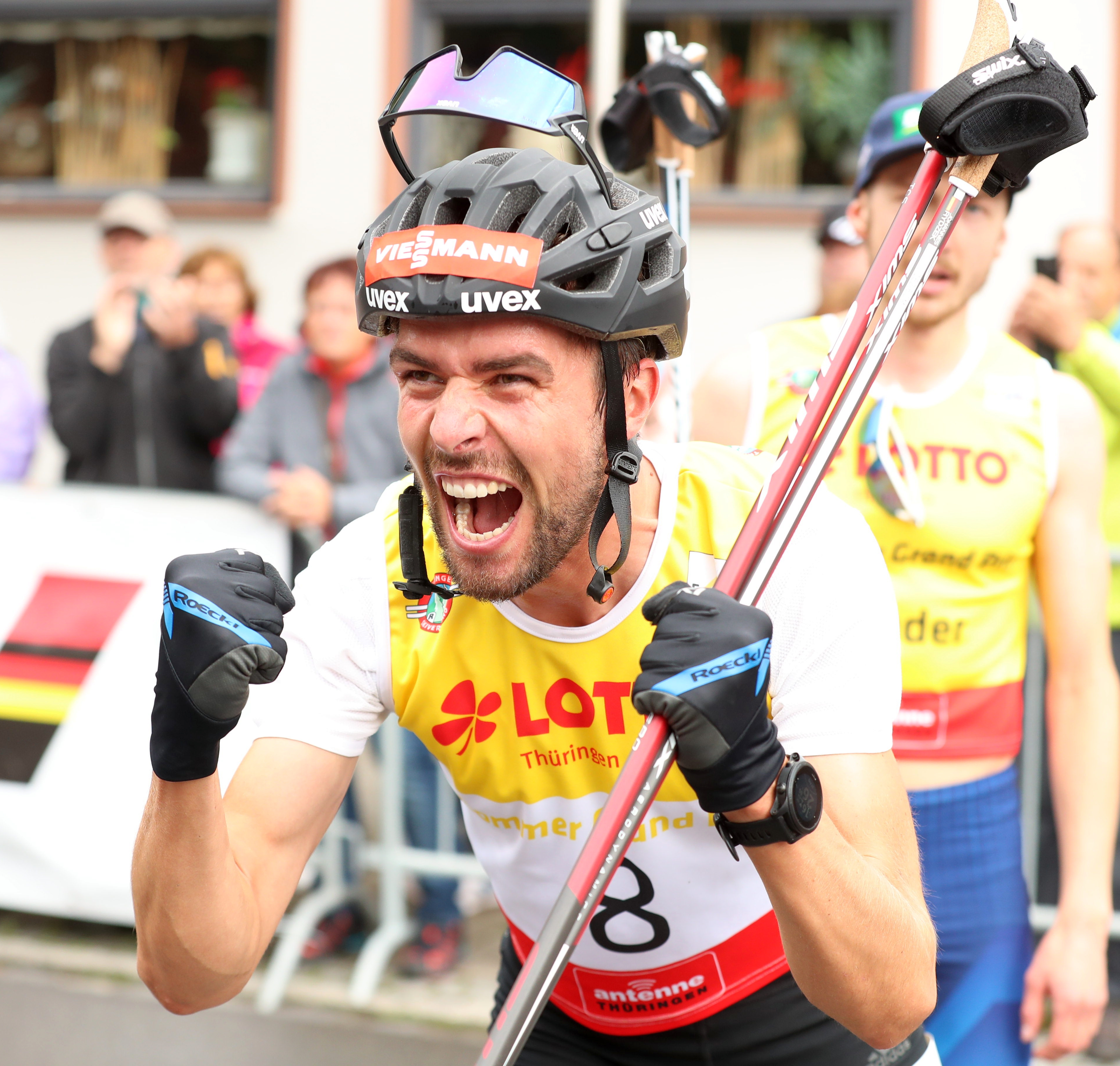
Rydzek beim Sommer Grand Prix 2021 in Oberhof und Steinbach-Hallenberg

| Nr. | Datum             | Ort            | Disziplin    |
| --- | ----------------- | -------------- | ------------ |
| 01. | 8. August 2010    | Oberstdorf     | Gundersen    |
| 02. | 20. August 2011   | Oberwiesenthal | Penalty-Race |
| 03. | 3. September 2011 | Oberstdorf     | Gundersen    |
| 04. | 31. August 2012   | Oberstdorf     | Gundersen    |
| 05. | 1. September 2012 | Oberstdorf     | Gundersen    |
| 06. | 31. August 2013   | Oberstdorf     | Gundersen    |
| 07. | 24. August 2014   | Oberwiesenthal | Gundersen    |
| 08. | 27. August 2014   | Villach        | Gundersen    |
| 09. | 29. August 2014   | Oberstdorf     | Gundersen    |
| 10. | 30. August 2014   | Oberstdorf     | Gundersen    |
| 11. | 4. September 2015 | Oberstdorf     | Gundersen    |
| 12. | 19. August 2018   | Oberwiesenthal | Gundersen    |
| 13. | 29. August 2021   | Oberhof        | Gundersen    |
| 14. | 2. September 2023 | Villach        | Compact      |
| 15. | 28. August 2024   | Oberstdorf     | Compact      |
| 16. | 31. August 2024   | Chaux-Neuve    | Gundersen    |

### Grand-Prix-Siege im Team
| Nr. | Datum           | Ort            | Disziplin    |
| --- | --------------- | -------------- | ------------ |
| 01. | 23. August 2014 | Oberwiesenthal | Teamsprint 1 |
| 02. | 27. August 2022 | Oberwiesenthal | Mixed-Team 2 |

## Statistik

### Platzierungen bei Olympischen Winterspielen
| Jahr und Ort     | Wettbewerb   | Wettbewerb   | Wettbewerb |
| Jahr und Ort     | Gundersen NS | Gundersen GS | Team       |
| ---------------- | ------------ | ------------ | ---------- |
| 2010 Vancouver   | 28.          | –            | 03.        |
| 2014 Sotschi     | 06.          | 08.          | 02.        |
| 2018 Pyeongchang | 05.          | 01.          | 01.        |
| 2022 Peking      | 05.          | 28.          | –          |

### Platzierungen bei Weltmeisterschaften
| Jahr und Ort       | Wettbewerb   | Wettbewerb   | Wettbewerb | Wettbewerb | Wettbewerb |
| Jahr und Ort       | Gundersen NS | Gundersen GS | Team NS    | Team GS    | Teamsprint |
| ------------------ | ------------ | ------------ | ---------- | ---------- | ---------- |
| 2011 Oslo          | 04.          | 02.          | 02.        | 02.        | –          |
| 2013 Val di Fiemme | 30.          | 10.          | –          | –          | –          |
| 2015 Falun         | 01.          | 03.          | 01.        | –          | 02.        |
| 2017 Lahti         | 01.          | 01.          | 01.        | –          | 01.        |
| 2019 Seefeld       | 08.          | 09.          | 02.        | –          | –          |
| 2021 Oberstdorf    | 28.          | 17.          | –          | –          | –          |
| 2023 Planica       | –            | 16.          | –          | 02.        | –          |
| 2025 Trondheim     | 07.          | 14.          | –          | 01.        | –          |

### Weltcup-Platzierungen
| Saison  | Platz | Punkte |
| ------- | ----- | ------ |
| 2008/09 | 33.   | 0123   |
| 2009/10 | 25.   | 0197   |
| 2010/11 | 06.   | 0442   |
| 2011/12 | 13.   | 0467   |
| 2012/13 | 09.   | 0407   |
| 2013/14 | 02.   | 0779   |
| 2014/15 | 03.   | 0731   |
| 2015/16 | 05.   | 0685   |
| 2016/17 | 02.   | 1609   |
| 2017/18 | 04.   | 0849   |
| 2018/19 | 04.   | 0806   |
| 2019/20 | 14.   | 0260   |
| 2020/21 | 11.   | 0370   |
| 2021/22 | 13.   | 0468   |
| 2022/23 | 15.   | 0419   |
| 2023/24 | 08.   | 0932   |
| 2024/25 | 09.   | 0801   |

### Grand-Prix-Platzierungen
| Saison | Platz | Punkte |
| ------ | ----- | ------ |
| 2008   | 19.   | 0040   |
| 2009   | 05.   | 0139   |
| 2010   | 01.   | 0340   |
| 2011   | 01.   | 0390   |
| 2012   | 03.   | 0250   |
| 2013   | 03.   | 0246   |
| 2014   | 01.   | 0296   |
| 2015   | 01.   | 0390   |
| 2016   | 06.   | 0160   |
| 2017   | 13.   | 0109   |
| 2018   | 04.   | 0211   |
| 2021   | 03.   | 0275   |
| 2022   | 09.   | 0102   |
| 2023   | 01.   | 0330   |
| 2024   | 01.   | 0200   |

### Platzierungen bei Deutschen Meisterschaften
| 2008 Klingenthal        | –   | 11. | 08. | –   |
| 2009 Garmisch           | –   | –   | –   | 03. |
| 2010 Oberhof            | 01. | –   | –   | 02. |
| 2011 Hinterzarten       | 01. | –   | –   | 03. |
| 2012 Klingenthal        | 02. | –   | –   | –   |
| 2013 Oberstdorf         | 01. | –   | –   | 02. |
| 2014 Hinterzarten       | 01. | –   | –   | 01. |
| 2015 Oberstdorf         | 01. | –   | –   | 01. |
| 2016 Oberhof            | 01. | –   | –   | 02. |
| 2017 Klingenthal        | 01. | –   | –   | 02. |
| 2018 Hinterzarten       | –   | –   | –   | 03. |
| 2019 Johanngeorgenstadt | 02. | –   | –   | 03. |
| 2020 Oberstdorf         | 16. | –   | –   | –   |
| 2021 Oberhof            | 01. | –   | –   | 01. |
| 2022 Hinterzarten       | 05. | –   | –   | 03. |
| 2023 Klingenthal        | 02. | –   | –   | –   |

## Auszeichnungen
- 2010: „Eliteschüler des Sports“[10]
- 2011: Juniorsportler des Jahres[11]
- 2011: „Winterstar“ (Bayerischer Rundfunk)[12]
- 2014: Silbernes Lorbeerblatt
- 2015: Sportverdienstspange des Marktes Oberstdorf[13]
- 2015: Sportler des Jahres mit der Mannschaft
- 2017: Sportler des Jahres